# Nathaniel Gow
Nathaniel Gow   (1763 - 1831) fou el quart fill de Niel Gow, i un famós intèrpret, compositor i arranjador escocès de melodies, cançons i altres peces per dret propi. Va escriure prop de 200 composicions, entre les quals el popular "Caller Herrin".

## Vida primerenca
Nathaniel va néixer a Inver, a prop de Dunkeld, Perthshire, Escòcia, el 28 de maig de 1763, fill de Niel Gow i Margaret Wiseman. El seu pare li va ensenyar el "fiddle" al principi, però aviat va ser enviat a Edimburg on va ser ensenyat successivament per Robert "Red Rob "Mackintosh, el servidor Alexander McGlashan, i el seu germà gran William Gow. També va aprendre el violoncel sota Joseph Reinagle. El 1782 va ser designat com un dels trompetistes anunciadors de Sa Majestat per a Escòcia.

## Carrera
El 1796, Gow va iniciar un negoci de venda de música i publicació amb William Shepherd al 41 North Bridge, Edimburg, que va continuar fins a la mort de Shepherd el 1813. Gow es va fer destacat com a líder de moltes bandes, i va ser important en molts muntatges com ara "The Royal Caledonian Hunt". El seu patró era el duc d'Atholl. Entre 1799 i 1824 va publicar un nombre important de col·leccions de cançons. Es va casar dues vegades, i va tenir cinc filles i un fill de la seva primera esposa, Janet Fraser. Per la seva segona esposa, Mary Hog, amb qui es va casar el 1814, va tenir tres fills i dues filles; només Augusta sembla haver seguit en la professió familiar i es va convertir en professora de música a Edimburg. Gow va actuar per al rei Jordi IV al "The Royal Caledonian Hunt" durant la visita a Escòcia el 1822.
Nathaniel Gow va morir a Edimburg el 19 de gener de 1831, i va ser enterrat a Greyfriars Kirkyard.